# Teascu din Deal
Teascu din Deal – wieś w Rumunii, w okręgu Dolj, w gminie Argetoaia. W 2011 roku liczyła 92 mieszkańców.